# Rupjmaize
Rupjmaize é um tipo comum de pão escuro na Letônia, preparado de acordo com uma receita tradicional, preparado com centeio e considerado um alimento baseie da dieta em Letónia. A referência mais antiga ao pão de centeio letão encontra-se num recetario de cozinha de 1901.
Rupjmaize é uma parte importante da cultura material e espiritual da Letónia, que está associada à identidade nacional e é um símbolo importante dela; rupmaize está incluído no Cânone Cultural da Letônia, entre os 99 valores culturais mais destacados e significativos do povo letão. Incluído no registo dos produtos nacionais da União Europeia com indicação do local geográfico de origem.
O pão se cozinha em um forno de madeira usando farinha de centeio grossa (tipos 1740–1800), à que se agrega malte e sementes de alcaravea, que confere ao pão o seu aroma e sabor característicos.
Salinātā rudzu rupjmaize é um tipo especial de rupjmaize, que foi adoçado despejando água quente sobre (parte da) farinha de centeio. Foi registado como Especialidade Tradicional Garantida na UE em 2013.